# 名古屋鉄道デボ650形電車
名古屋鉄道デボ650形電車（なごやてつどうデボ650がたでんしゃ）は、現・名古屋鉄道（名鉄）の前身事業者である旧・名古屋鉄道が、1927年（昭和2年）より導入した電車（制御電動車）である。

## 沿革
デボ650形（以下「本形式」）は、旧・名古屋鉄道の前身事業者である名古屋電気鉄道当時から増備が続けられた1500形の後継形式に相当し、同形式の最終増備グループである1519 - 1525（後のデボ600形）の主要設計をほぼ踏襲して新製された。ただし、本形式においては搭載する主電動機が変更されたほか、装着する台車など細部の仕様は異なる。また本形式は、名古屋電気鉄道当時に制定された、4輪単車構造の車両を500番台・2軸ボギー構造の車両を1500番台と区分する車両番号付与基準に拠らず、個別の形式称号が付与された最初の車両形式である。
本形式は1926年（大正15年）から翌1927年（昭和2年）にかけてデボ651 - デボ665の計15両が名古屋電車製作所において新製され、車両新造使用届はデセホ700形701 - 705と同日の1927年（昭和2年）3月23日付で提出されている。なお、同時に落成したデセホ700形は丸屋根（シングルルーフ）構造の半鋼製車体を旧・名古屋鉄道の保有車両として初めて採用し、以降の新製車両も半鋼製車体に移行した。そのため、本形式は旧・名古屋鉄道における最後の二重屋根（ダブルルーフ）構造の木造車体を備える新製車両となった。
本形式を由来とする車両群は、現・名鉄成立後に過半数の車両が電装解除による制御車化改造を施工され、さらに本形式とほぼ同一の木造車体を備えるク2100形（初代）2101を編入し、最終的にモ650形・ク2230形の2形式に区分された末、1967年（昭和41年）まで運用された。

## 車体・主要機器
1500形1519 - 1525とほぼ同一の、屋根部をダブルルーフ構造とした全長14 m級の木造車体を備える。ただし、1519 - 1525の全長が14,935 mmであったのに対して、本形式は全長14,961 mmとわずかに異なる。
運転台を前後妻面に設けた両運転台構造とし、妻面は大きな円弧を描く丸妻形状で、3枚の前面窓を均等配置し、妻面裾部には連結器取付座を兼ねた台枠端梁が露出する。側面に3箇所設けられた客用扉は、両端部の扉が両開構造の引扉で、中央部の扉のみ片開構造の引扉であり、両端扉の車体中央側戸袋を楕円形の戸袋窓（丸窓）とし、側面窓配置は1 D e 5 D 5 e D 1（D：客用扉、e：丸窓）である。
主要機器は1500形1519 - 1525のうち「乙型」に区分される1521 - 1525の仕様を概ね踏襲するが、制御装置についても国産品に変更され、イングリッシュ・エレクトリック (EE) 社の前身事業者の一つであるディック・カー・アンド・カンパニーが開発した、「デッカーシステム」と通称される東洋電機製造製の電動カム軸式自動加速制御器を採用した。主電動機は同じく東洋電機製造製のTDK-516-A直流直巻電動機を採用、1両あたり4基搭載する。端子電圧500 V時定格出力70 PSの出力特性は1521 - 1525が搭載した東洋電機製造TDK-31-S直流直巻電動機と全く同一であり、歯車比も2.65 (61:23) と同一値に設定されている。
台車は住友製鋼所（のちの住友金属工業）ST-27形鋼組立形釣り合い梁式台車を装着する。制動装置はウェスティングハウス・エア・ブレーキ (WABCO) 製のSME非常直通ブレーキで、1500形1519 - 1525と同一である。集電装置は、トロリーポールを屋根上に前後各1基、東洋電機製造製の菱形パンタグラフを屋根上中央部に1基、併設して搭載した。
なお、これら主要機器の仕様は台車と連結器を除いてデセホ700形とも同一であった。

## 運用

### 落成から戦中にかけて
導入後は郡部線と総称される各路線において運用された。1928年（昭和3年）には、犬山車庫の火災によって車体を焼失したデボ400形405が、復旧に際して本形式と同一の車体を新製しデボ650形666と形式称号および記号番号を改め、本形式へ編入されている。このデボ666は1935年（昭和10年）6月24日に前日の豪雨により垂れ下がっていたき電線に接触、発火により再び車体を焼失した。現車は長期間放置されたのち現・名古屋鉄道（名鉄）成立後となる1939年（昭和14年）に自社新川工場において車体を新製し復旧、モ670形671と別形式に区分された。この際新製された車体は屋根部構造が原形のダブルルーフからシングルルーフ（丸屋根）へ改められたほか、戸袋部の丸窓は省略された。
旧・名古屋鉄道の後身である名岐鉄道と愛知電気鉄道の対等合併による現・名鉄成立後、1941年（昭和16年）2月に実施された形式称号改訂に際しては、デボ650形はモ650形651 - 665と車両番号はそのままに形式称号のみを改めた。また、形式称号改訂と前後して両開構造であった両端部の客用扉を中央部の客用扉と同じく片開構造に改造したが、モ600形（初代、旧デボ600形）とは異なり戸袋部の丸窓は戦後まで存置された。
1941年（昭和16年）8月には、自社新川工場において制御車ク2100形（初代）2101が新製された。ク2101は名鉄手持ちの台枠を活用してモ670形と同一構造の木造シングルルーフ車体を新製したもので、側面窓配置は戸袋部丸窓を省略した1 D 5 D 5 D 1、台車はモ650形と同一のST-27を装着した。
1942年（昭和17年）10月に、モ658 - モ665の8両を対象に電装解除による制御車化改造が施工され、改造後の8両はク2230形2231 - 2238と形式称号および記号番号を改めた。

### 戦後の動向
太平洋戦争終戦後の1948年（昭和23年）5月に、架線電圧が600 V規格であった旧名古屋鉄道・名岐鉄道に由来する西部線に属する各路線のうち、現在の犬山線・津島線および名古屋本線の一部に相当する区間の架線電圧1,500 V昇圧が実施された。この架線電圧昇圧に際して、ク2230形およびク2100形（初代）は全車とも昇圧対応工事を施工の上で運転台機器を撤去して1,500 V路線区用の付随車へ改造され、サ2230形と形式称号および記号番号を改めた。この際、ク2100形（初代）2101はサ2239と記号番号を改めてサ2230形へ編入された。また、同年にはサ2234が火災により車体を焼失、サ2239と同一構造の木造シングルルーフ車体を新製し復旧された。
1950年（昭和25年）から1955年（昭和30年）にかけて、サ2230形は全車とも再び運転台機器を設置し、制御車ク2230形2231 - 2239と形式称号および記号番号を改めた。その際、ク2231 - ク2237・ク2239の8両を600 V路線区へ転用し、ク2238のみ1,500 V路線区用の制御車として運用された。
一方、モ650形651 - 657およびモ670形671は、前述の昇圧に際しては架線電圧600 V規格のまま存置された支線区用へ転用され、小牧線・広見線など主に犬山地区の支線区において運用された。
その後、木造車の車体更新車である3700系の増備に際して、ク2230形2235 - 2239が3700系ク2700形へ主要機器を供出するため1958年（昭和33年）3月から同年5月にかけて順次廃車となり、翌1959年（昭和34年）7月にはク2234も同様の理由により廃車となった。残るク2231 - ク2233については瀬戸線へ転属し、後に喜多山工場において外板に鋼板を貼り付けて補強する簡易鋼体化改造が施工された。
モ650形・モ670形は晩年犬山地区に集約されたが、同地区の各支線区の架線電圧1,500 V昇圧工事進捗に伴って廃車が開始された。1964年（昭和39年）10月の小牧線昇圧に先立って、同年3月にモ653が、同年6月には踏切事故で被災・大破したモ656が相次いで廃車となり、翌1965年（昭和40年）3月に同地区において最後まで架線電圧600 V規格で存置された広見線・八百津線の昇圧が完成したことに伴って、同年5月10日付でモ651・モ654・モ655・モ657およびモ670形671が廃車となった。モ652のみは1965年（昭和40年）4月18日付で瀬戸線へ転属したが、同車も転属から約4か月後の同年8月24日付で除籍され、モ650形およびモ670形は形式消滅した。
また、最後まで残存したク2230形2231 - 2233についても、木造車淘汰の方針から本線系統より瀬戸線へ転属した半鋼製車体の各形式に代替されることとなった。ク2233が1965年（昭和40年）11月22日付で、ク2232が同年12月10日付で、ク2231が翌1966年（昭和41年）2月17日付でそれぞれ除籍され、名古屋鉄道デボ650形として導入された車両群は全廃となった。
廃車後、モ650形・ク2230形が装着したST-27台車は3700系ク2700形などに転用されたほか、ク2231の台車・主要機器がモ3100形3101を電装解除した制御車ク2100形（2代）2101へ、モ652の主電動機など一部発生品がモ900形901（2代）へそれぞれ転用された。